# Entropia Universe
Entropia Universe — многопользовательский онлайновый виртуальный мир, разработанный шведской компанией MindArk. В Entropia используется бизнес-модель микроплатежей, благодаря которой игроки могут купить игровую валюту (PED — Project Entropia Dollars) за финансовые деньги, которые можно обменять обратно по фиксированному курсу.

## Игровой мир Entropia Universe
В игре существует 5 планет — Calypso, Rocktropia, Arkadia, Next Island, Cyrene, разделённых межпланетным и враждебным пространством Space, которые в совокупности обеспечивают огромное пространство для прогулок, поездок и полётов, если вы любите гулять, ездить или летать, перемещаясь по пересечённой, местами гористой, местности, или пробиваясь через толпы агрессивно настроенных монстров. Вы можете летать между планетами, перевозя грузы или воюя с другими игроками. Для упрощения путешествий внутри планет существует огромное количество телепортов, которые бесплатно доставляют вас в выбранный форт или город на планете. Для межпланетных путешествий есть разнообразные космические корабли.

## Производство в Entropia Universe
Для производства любого предмета вы должны иметь на руках его чертёж и если базовые чертежи вы сможете купить у NPC Technician, то все остальные вы должны будете получить в процессе производства, потому что они выпадают только так, или купить у других игроков. Причём получение чертежа зависит от типа предмета, который вы производите, если вы делаете оружие, то и чертёж, который вам, возможно, упадёт, тоже обязательно будет оружейный. В большинстве случаев вы будете получать обычные чертежи, которые зачастую используются просто для пополнения коллекции, но в редких случаях вам может выпасть действительно ценный чертёж, цены на которые варьируются от 100 до 50000 пед. Редкие чертежи ценны тем, что они могут обеспечить владельца неплохой прибылью и чем более редкий чертёж, тем больше денег он может принести, за редкими исключениями, потому что бывают и редкие чертежи, производство по которым невыгодно. Для производства вам понадобятся ресурсы, которые вы можете произвести или выкопать сами или купить у других игроков, причём цены на один и тот же ресурс могут кардинально меняться чуть ли не каждый день, в зависимости от спроса.

## Вложение в Entropia Universe
Для вложения денег из России могут использоваться следующие способы платежа:
- с помощью кредитных или дебетовых карт MC и Visa
- банковский перевод[2]

В начале апреля 2012 года был зафиксирован самый большой платеж — 2.5 миллиона долларов, оплаченный неизвестным игроком. Стало известно, что деньги были потрачены на покупку половины всей доступной для покупки земли в начальной зоне планеты Калипсо (Calipso). После 2011 года, в игре работает система «Гражданства», которая отдаёт часть денег от покупок\продаж
в зоне владения игроков, владельцам земель, поэтому эту покупку можно считать довольно прибыльной.

## Разработка игры
В апреле 2003 года Entropia Universe была запущена на коммерческой основе. В качестве игрового движка использовался Gamebryo. С 2004 года проект стал окупаемым и привлёк более 615 тысяч человек к середине 2007 года.
25 июля 2007 года MindArk лицензировал игровой движок CryEngine 2, разработанный Crytek, для использования в «Entropia Universe». Было заявлено, что переход со старого движка Gamebryo на новый CryEngine 2 произойдёт к лету 2008 года, однако фактический переход состоялся лишь 17 августа 2009 года в виде обновления VU 10.0.
За 2007 год оборот «Entropia Universe» составил 400 млн. американских долларов.

## Награды
С 18 по 21 октября 2007 года сотрудники MindArk присутствовали на международной выставке компьютерных игр «E for All», которая проходила в Лос-Анджелесе. На этой выставке американский журнал GamePro вручил игре «Entropia Universe» награду «Best Original Game» (рус. Лучшая оригинальная игра).